# داگلاس مک‌آرتور دوم
داگلاس مک‌آرتور دوم (انگلیسی: Douglas MacArthur II; ۵ ژوئیهٔ ۱۹۰۹ – ۱۵ نوامبر ۱۹۹۷) دیپلمات آمریکایی بود. در طی فعالیت دیپلماتیک خود، او به عنوان سفیر آمریکا در ژاپن، بلژیک، اتریش و ایران و نیز دستیار امور قانونگذاری وزیر امور خارجه آمریکا فعالیت کرد.
مک آرتور فرزند کاپیتان آرتور مک‌آرتور سوم بود. او به افتخار عمویش ارتشبد داگلاس مک آرتور نامگذاری شد. مک‌آرتور، سوژهٔ مطلب روی جلد شمارهٔ ۲۷ ژوئن ۱۹۶۰ مجله تایم بود.